# Mesnil-Sellières
Mesnil-Sellières è un comune francese di 569 abitanti situato nel dipartimento dell'Aube nella regione del Grand Est.

## Società

### Evoluzione demografica
Abitanti censiti